# نورتون جاستر
نورتون جاستر (انگلیسی: Norton Juster؛ ۲ ژوئن ۱۹۲۹ – ۸ مارس ۲۰۲۱) استاد دانشگاه، معمار و نویسندهٔ آمریکایی بود. او بیشتر به‌عنوان نویسندهٔ کتاب‌های کودکان شناخته می‌شد و دو اثر شاخص وی باجهٔ عوارض شهر خیالی و نقطه و خط هستند.

## زندگی‌نامه
نورتون جاستر در ۲ ژوئن ۱۹۲۹ در بروکلین، یکی از بخش‌های شهر نیویورک، از مادری به نام مینی (سیلبرمن) جاستر و پدری به نام ساموئل جاستر زاده شد. پدرش در رومانی به دنیا آمده بود و به‌کمک دوره‌های مکاتبه‌ای معمار شد و مادرش لهستانی‌تبار و خانه‌دار بود. والدین جاستر از یهودیانی بودند که به ایالات متحده مهاجرت کرده بودند. او توانست در سال ۱۹۵۲، مدرک کارشناسی معماری را از دانشگاه پنسیلوانیا دریافت کند و در ادامه، به‌واسطهٔ برنامهٔ فولبرایت به انگلستان رفت تا در دانشگاه لیورپول تحصیلاتش را ادامه دهد. جاستر پس از اتمام تحصیلات، به سپاه مهندسی عمران پیوست تا در نیروی دریایی ایالات متحده خدمت کند.
جاستر در سال‌های پایانی زندگی‌اش در ماساچوست زندگی می‌کرد. همسرش، جین پس از ۵۴ سال زندگی مشترک، در اکتبر ۲۰۱۸ درگذشت. جاستر در ۸ مارس ۲۰۲۱ در خانه‌اش، واقع در نورتهامپتون درگذشت. او هنگام مرگ ۹۱ سال داشت و پیش از مرگ، از عوارض ناشی از سکتهٔ مغزی رنج می‌برد.